# Sela pri Zburah
Sela pri Zburah este o localitate din comuna Šmarješke Toplice, Slovenia, cu o populație de 22 de locuitori.